# Lucky (Lucky Twice)
Lucky è un singolo del duo musicale europop svedese Lucky Twice, pubblicato il 22 giugno 2007 dall'etichetta discografica Vale e dalla Universal nel resto d'Europa.
Il singolo è stato pubblicato inizialmente solo in Spagna, dove ha riscosso un buon successo. Dopo aver avuto grande successo anche in altri paesi europei è stato pubblicato negli Stati Uniti.
La canzone è stata scritta da Niclas von der Burg, Anoo Bhagavan e Jonas von der Burg e prodotto da quest'ultimo ed è stata inserita nel primo album del gruppo, Young & Clever, pubblicato nel 2007.

## Tracce
CD-Maxi (Universal 06025 1721301 (UMG)
CD-Maxi (Universal 060249847324 (UMG) / EAN 0602498473245)
1. Lucky (Radio Edit) - 3:26
2. Lucky (Hot Stuff Mix Short) - 4:03
3. Lucky (DJ Tora Remix) - 4:33
4. Lucky (Extended) - 5:23
5. Lucky (Hot Stuff Mix Long) - 5:21

## Classifiche
| Classifica (2006) | Posizione raggiunta |
| ----------------- | ------------------- |
| Danimarca         | 5                   |
| Francia           | 8                   |
| Finlandia         | 17                  |
| Austria           | 42                  |
| Svezia            | 43                  |
| Germania          | 41                  |
| Spagna            | 1                   |